# قهرمان با هزار چهره
قهرمان با هزار چهره (انگلیسی: The Hero with a Thousand Faces)، (برای اولین بار در سال ۱۹۴۹ منتشر شد) اثری از اسطوره‌شناسی تطبیقی اثر جوزف کمبل است که در آن نویسنده نظریه خود را دربارهٔ ساختار اسطوره‌ای سفر قهرمان کهن الگویی موجود در اسطوره‌های جهان مورد بحث قرار می‌دهد.